# This Way (Jewel)
This Way è il terzo album in studio della cantautrice statunitense Jewel, pubblicato nel 2001.

## Tracce
Tutte le tracce sono state scritte da Jewel Kilcher, eccetto dove indicato.

1. Standing Still (Kilcher, Rick Nowels) – 4:30
2. Jesus Loves You – 3:20
3. Everybody Needs Someone Sometime – 4:08
4. Break Me – 4:04
5. Do You Want to Play? – 2:55
6. Till We Run Out of Road (Kilcher, Ty Murray) – 4:45
7. Serve the Ego (Kilcher, Cesar Lemos, Itaal Shur) – 4:57
8. This Way (Kilcher, Nowels) – 4:16
9. Cleveland – 4:09
10. I Won't Walk Away (Kilcher, Nowels) – 4:45
11. Love Me, Just Leave Me Alone – 3:47
12. The New Wild West – 4:47